# Nieuw woordenboek der Nederlandsche taal
Het Nieuw woordenboek der Nederlandsche taal is een woordenboek dat werd samengesteld door I.M. Calisch en N.S. Calisch. Het werd in 1864  uitgegeven door H.C.A. Campagne uit Tiel. Het was gebaseerd op het Nederlands-Franse woordenboek van S.J.M. van Moock, dat tussen 1843 en 1846 was verschenen, en was geschreven in de spelling-Siegenbeek.
Nadat die spelling was vervangen door de spelling De Vries en Te Winkel, kocht uitgever D.A. Thieme in 1867, samen met Martinus Nijhoff en A.W. Sijthoff, de resterende oplage van het woordenboek op. Zij kregen daarmee ook de rechten in handen. Thieme vroeg Johan Hendrik van Dale nog datzelfde jaar of die het woordenboek wilde bewerken.
In 1872 verscheen deze bewerkte en uitgebreide versie als het Van Dale Groot woordenboek van de Nederlandse taal.